# Can Batlló
Can Batlló fue un polígono industrial del barrio de La Bordeta de Barcelona, ubicado en el tramo final de la Gran Vía de las Cortes Catalanas, junto a la plaza de Cerdà. El recinto, nacido en el siglo XIX con la fábrica textil Batlló, vive en la actualidad un proceso de reordenación urbanística que supondrá la transformación del espacio industrial en usos residenciales, equipamientos y zonas verdes. Está prevista la conservación de algunas de las naves industriales, catalogadas como Bien Cultural de Interés Local.

## Historia

### Etapa industrial

#### Sector textil
El recinto fabril se inauguró en 1880 para acoger la Fábrica de Hilados y Tejidos de Algodón, blanqueo, estampados y aprestos de Juan Batlló, quien era miembro de una destacada familia de empresarios textiles, propietarios de una fábrica en Les Corts (actualmente Escuela Industrial). Inicialmente el recinto constaba de un único edificio, obra del ingeniero Juan Antonio Molinero. En los años siguientes la actividad de la empresa creció y se construyeron nuevas naves, hasta convertir el recinto en una colonia fabril popularmente conocida como Can Batlló.

#### Reconversión
Tras la muerte de Juan Batlló, en 1892, sus sobrinos siguieron el negocio, hasta traspasarlo en 1943 al empresario Julio Muñoz Ramonet. En 1964, a causa de la crisis del sector textil, la compañía quebró y Muñoz Ramonet reconvirtió la fábrica en un polígono industrial, compartimentando las naves en 700 espacios, que se alquilaron a pequeños industriales como talleres y almacenes. 

### Etapa posindustrial
En el Plan General Metropolitano de 1976 los terrenos de Can Batlló fueron recalificados y destinados a equipamientos y zona verde. Se inició entonces una larga negociación entre la familia Muñoz Ramonet, las administraciones públicas y los pequeños industriales afectados, un proceso de casi 40 años marcado por las reivindicaciones y presiones de las asociaciones vecinales. 

#### Ocupación
En protesta por las continuas demoras, el 11 de junio de 2011 un grupo de vecinos accedieron al recinto y ocuparon una de las naves para transformarla en un espacio comunitario autogestionado. En 2013 el Ayuntamiento de Barcelona inició los primeros derribos en el recinto de Can Batlló, destinados a la construcción de vivienda pública.

#### Cesión vecinal
El 19 de marzo de 2019, la comisión de Economía y Hacienda del Ayuntamiento de Barcelona otorga definitivamente la cesión  por un plazo de 50 años (distribuidos en 30 años más dos prórrogas de 10 años) a la Associació Espai Comunitari i Veïnal Autogestionat de Can Batlló, constituida por los vecinos y vecinas del barrio.
Por primera vez en la historia de Barcelona, Cataluña y España, se ha valorado en un convenio público el balance comunitario que produce la actividad del centro a través del retorno social, con más de 48.000 usuarios en 849 actividades durante 2017, lo que supuso 82.185 horas de trabajo voluntario y cooperativo. Esto supone un retorno de 5€ por cada 1€ aportado por el Ayuntamiento.
| Resultados de la votación | Resultados de la votación           | Resultados de la votación |
| Partido / Edil            | Partido / Edil                      | Voto                      |
| ------------------------- | ----------------------------------- | ------------------------- |
|                           | Barcelona en Comú                   | Sí                        |
|                           | PDeCAT                              | Sí                        |
|                           | Ciudadanos                          | No                        |
|                           | Esquerra Republicana de Catalunya   | Abs.                      |
|                           | PSC                                 | Sí                        |
|                           | Partido Popular                     | Abs.                      |
|                           | CUP                                 | Sí                        |
|                           | Juanjo Puigcorbé (independiente)    | Sí                        |
|                           | Gerard Ardanuy Mata (independiente) | Sí                        |

## Parque de Can Batlló

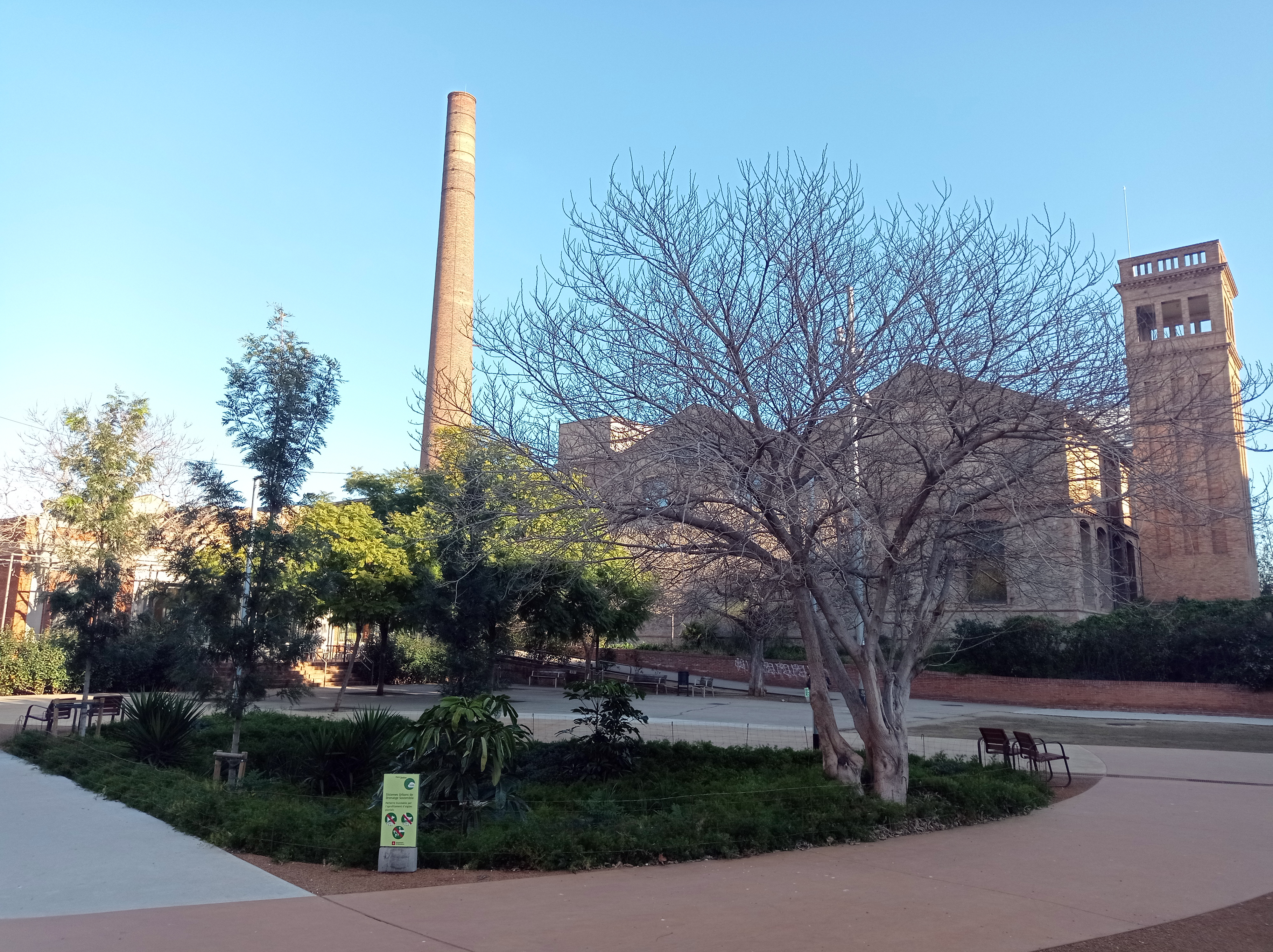
Parque de Can Batlló

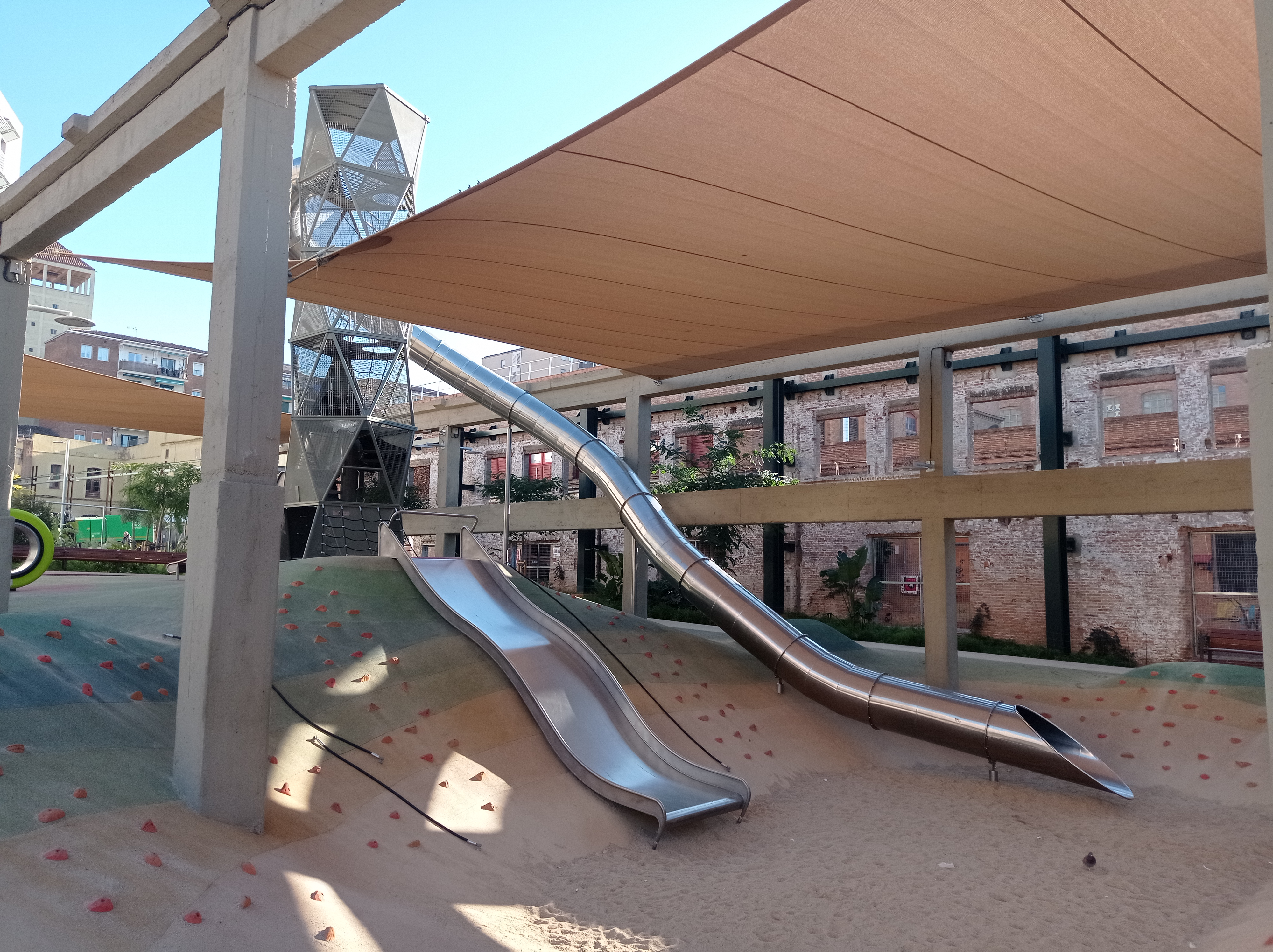
Parque de Can Batlló, tobogán

Un sector del antiguo recinto acoge en la actualidad el parque de Can Batlló, inaugurado en 2024. Con una superficie de 29 000 m², el nuevo parque constituye el pulmón verde del barrio de la Bordeta. Construido en un espacio de tres años, se encuentra ubicado entre la Gran Vía de las Cortes Catalanas y las calles de Parcerisa, Constitución y Mosén Amadeu Oller. Las zonas verdes se han situado en diversos espacios alternados con los restos de antiguos edificios de la fábrica. El recinto presenta una gran explanada central y diversos espacios verdes bordeados de caminos, así como pistas deportivas, un área de juegos infantiles y una zona para perros. La zona deportiva incluye pistas de baloncesto, aparatos de calistenia y mesas de ping-pong. En el área de juegos infantiles destaca un gran tobogán. La vegetación se compone de 486 nuevos árboles, más de 3800 plantas arbustivas, un centenar de trepadoras y 4800 vivaces, así como 1200 m² de césped. También hay una zona de huertos urbanos. Para su riego cuenta con un depósito de agua freática y un sinuoso canal recorre la superficie del parque, recordando el antiguo Canal de la Infanta que pasaba cerca de esta zona. El parque cuenta también con varias fuentes de agua potable y elementos de mobiliario urbano, así como plazas de aparcamiento para bicicletas.